# Cyphostemma letouzeyanum
Cyphostemma letouzeyanum là một loài thực vật hai lá mầm trong họ Nho. Loài này được Desc. miêu tả khoa học đầu tiên năm 1968.